# Kleinneuses

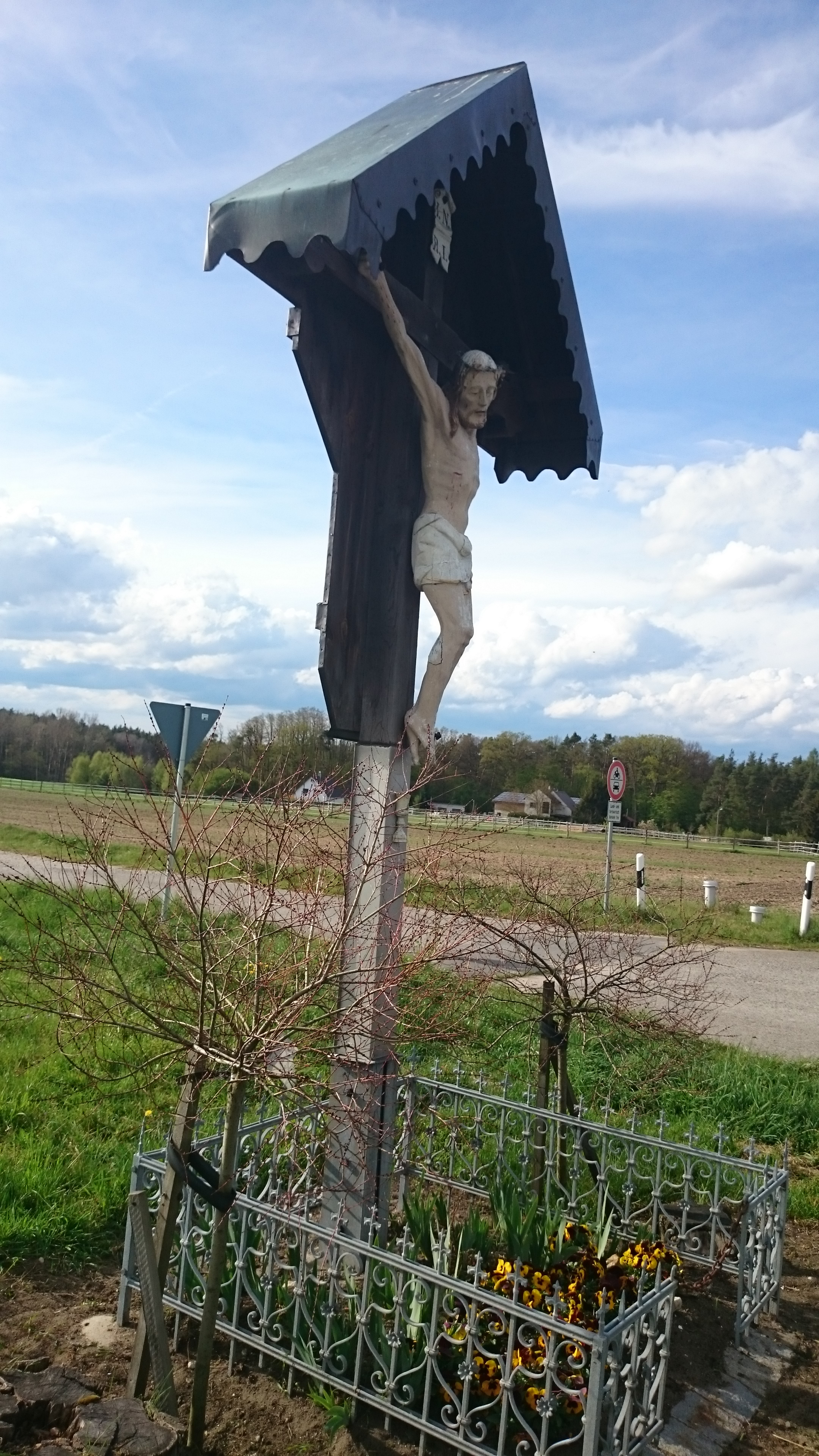
Wegkreuz bei Kleinneuses

Kleinneuses ist ein Gemeindeteil der Stadt Höchstadt an der Aisch im Landkreis Erlangen-Höchstadt (Mittelfranken, Bayern). Kleinneuses liegt in der Gemarkung Schwarzenbach.

## Geografie
Der Weiler ist im Osten von den Hofweihern und im Westen von den Schwägelweihern umgeben. Im Norden und Osten befindet sich der Bürgerwald, in dem es einige kleine Erhebungen gibt. Die Staatsstraße 2263 verläuft nach Großneuses (1 km südlich) bzw. nach Höchstadt zur Bundesstraße 470 (2,5 km nördlich).

## Geschichte
Der Ort wurde 1348 als „kleinen Newsey by Höstet“ im Lehenbuch des Hochstifts Bamberg erstmals urkundlich erwähnt. Kleinneuses bestand ursprünglich nur aus einem Hof. 1612 war der Oberamtmann von Höchstadt, Wolf von Gebsattel, der Lehensträger. Mitte des 18. Jahrhunderts war der Hof in zwei Halbhöfe aufgespalten, auf die die Grafen von Schönborn grundherrliche Ansprüche hatten.
Gegen Ende des 18. Jahrhunderts gab es in Kleinneuses 4 Anwesen. Das Hochgericht übte das bambergische Centamt Höchstadt aus. Die Dorf- und Gemeindeherrschaft sowie die Grundherrschaft über die 4 Viertelhöfe hatte die Schönborn’sche Herrschaft Pommersfelden.
Im Rahmen des Gemeindeedikts wurde Kleinneuses dem 1808 gebildeten Steuerdistrikt Sterpersdorf zugewiesen. Es gehörte zur 1818 gegründeten Ruralgemeinde Schwarzenbach. In der freiwilligen Gerichtsbarkeit unterstanden 2 Anwesen dem Patrimonialgericht Pommersfelden (bis 1848).
Am 1. Mai 1978 wurde Kleinneuses im Zuge der Gebietsreform in die Stadt Höchstadt an der Aisch eingegliedert.

### Baudenkmäler
- Haus Nr. 1: Wohnhaus
- Haus Nr. 3: Wohnhaus
- Bildstock

### Einwohnerentwicklung
| Jahr      | 001819 | 001861 | 001871 | 001885 | 001900 | 001925 | 001950 | 001961 | 001970 | 001987 |
| Einwohner | 22     | 21     | 21     | 18     | 14     | 16     | 39     | 25     | 28     | 35     |
| Häuser    |        |        |        | 4      | 4      | 4      | 3      | 3      |        | 6      |
| Quelle    | [ 10 ] | [ 11 ] | [ 12 ] | [ 13 ] | [ 14 ] | [ 15 ] | [ 16 ] | [ 17 ] | [ 18 ] | [ 1 ]  |

## Religion
Die Bewohner waren ursprünglich nach St. Georg (Höchstadt an der Aisch) gepfarrt, wohin die Katholiken bis heute noch gepfarrt sind. Die Einwohner evangelisch-lutherischer Konfession, die im 19. Jahrhundert im Ort die Mehrheit hatten, sind nach St. Oswald in Lonnerstadt gepfarrt.